# Вишневец (приток Рыбницы)
Вишневец — река в Орловском и Свердловском районах Орловской области. Исток реки расположен на восточной окраине деревни Хотетово, на отметке высоты 238 м, течёт в западном направлении, впадает в реку Рыбница у деревни Карпово, в 35,2 км по правому берегу, на высоте 169 м. Длина реки составляет 13 км.

## Данные водного реестра
По данным государственного водного реестра России относится к Окскому бассейновому округу, водохозяйственный участок реки — Ока от истока до города Орёл, речной подбассейн реки — бассейны притоков Оки до впадения Мокша. Речной бассейн реки — Ока.
Код объекта в государственном водном реестре — 09010100112110000017890.